# MHC De Reigers
Mixed Hockey Club De Reigers is opgericht op 3 december 1964 en speelde op twee grasvelden, in het centrum van Hoofddorp. Tegenwoordig is het sportpark gelegen op het Arnolduspark, nabij de atletiekbaan, het tennis & squashcentrum en de skipiste, vlak aan de Ringweg Noord. MHC De Reigers telt zo'n 800 spelende leden. Daarnaast zijn er een aantal donateurs en Leden van de Club van 100, die de club financieel mede ondersteunen.

## Accommodatie
De Reigers beschikt over 1 waterveld, 2 semi-watervelden en 1 zandingestrooid kunstgrasveld. Alle velden hebben verlichting en zijn geschikt voor trainingen en avondwedstrijden. Er is een houten accommodatie met faciliteiten.

## Jeugd
MHC De Reigers hanteert een actief jeugdbeleid, waarin prestatie en plezier hand in hand gaan. Het beleid van MHC De Reigers is erop gericht alle 1e jeugdteams uit te laten komen in de Topklasse. MHC De Reigers biedt alle jeugdleden de mogelijkheid om tweemaal per week te trainen. Dit gebeurt onder leiding van een fulltime trainingscoördinator, geassisteerd door vele hulptrainers en -trainsters. MHC De Reigers heeft een grote jeugdafdeling. Het aantal teams voor meisjes en jongens; 4 Meisjes A, 1 Jongens A, 6 Meisjes B, 2 Jongens B, 5 Meisjes C, 2 Jongens C, 5 Meisjes D, 2 Jongens D, 5 Meisjes E, 3 Jongens E, 3 Meisjes F, 1 Jongens F. Bovendien biedt MHC De Reigers de mogelijkheid aan jongens en meisjes vanaf 6 jaar te beginnen met de hockeysport en spelen dan, onder begeleiding, als 'Benjamins' op de woensdag- en vrijdagmiddag. Daarnaast wordt er ook Funkey-hockey aangeboden, waar kinderen vanaf 5 jaar spelenderwijs kennismaken met hockey.

## Senioren
Het 1e damesteam komt in het seizoen 2019/20 uit in de Tweede klasse, het 1e herenteam in de overgangsklasse. Voor de eerste seniorenteams zijn er trainer/coaches aangesteld. Het seniorenbestand bestaat in eerdergenoemde seizoen uit 6 damesteams, 6 herenteams en 1 G-team. Bovendien is er een grote groep van zo'n 100 recreanten op de maandagavond actief. Deze worden begeleid door trainers in groepen van gevorderden en beginners.
De Dames zijn in het seizoen 2021/2022 gepromoveerd naar de 1e klasse. 